# Эвиппа
Эвиппа или Евиппа (др.-греч. Εὐίππη) — имя ряда персонажей древнегреческой мифологии.
- Две или три данаиды, дочери Даная. Одна из них, дочь Поликсо, стала женой египтиада Имбрия, другая, дочь Эфиопиды, — женой Аргия[1]. У Псевдо-Гигина упоминается Эвиппа, причём имя её мужа отсутствует из-за порчи текста[2][3].
- Жена Пиера, мать Пиерид[4][5].
- Дочь кентавра Хирона[6].
- Возлюбленная Одиссея, мать Эвриала.
- Дочь Левкона, возлюбленная Андрея, родившая от него или от речного бога Кефиса Этеокла[7][8].